# خودکامگی
خودکامگی از شیوه‌های حکومتی تمامیت‌خواه و شکلی از حکومت است که در آن قدرت سیاسی در دست یک حاکم خودگمارده قرار دارد. در حکومت خودکامه دامنه اختیارات حاکم و طول دوره حکومت آن‌ها بسیار است و توزیع قدرت عادلانه نیست.
خودکامگی نوعی از یکه سالاری است که می‌تواند توسط یک گروه یا قشر اعمال شود.
طرف‌داران حکومت خودکامه معتقدند که این نوع حکومت امکان انباشت سرمایه، برنامه‌ریزی متمرکز و تصمیم‌گیری قاطع برای رفع موانع راه را برای توسعه فراهم می‌سازد. در حالی که مخالفان این نوع حکومت معتقدند که خودکامگی باعث احساس بی‌قدرتی سیاسی در بین مردم می‌شود و کارایی و خلاقیت آن‌ها را کاهش می‌دهد.
باید توجّه داشت که اگرچه مفاهیم خودکامگی، تمامیت‌خواهی، یکه‌سالاری، استبداد، حکومت مطلقه و جبّاریّت، مترادف‌های هر یک از آنها و نیز نام فرمانروایانشان در ادبیّات و محاوره‌ها اغلب به یک معنا به کار می‌روند، هم معنا نبوده و در علم سیاست دارای تعاریف جداگانه می‌باشند.

## ریشه‌شناسی واژه
این واژه همانند بسیاری از دیگر واژگان تاریخی-سیاسی-اجتماعی مانند سیاست، دموکراسی، دیپلماسی، تراژدی و ... ریشه یونانی دارد و از زبان یونانی باستان می‌آید. در زبان یونانی باستان به این واژه دیسپوتیسموس (یونانی باستان: ΔΙσποτισμοσ) می‌گفتند.

## جهان اسلام
اکثر کشورهای جهان اسلام آمار پایینی در مردم‌سالاری و آمار بالایی در استبداد، تمامیت‌خواهی، یکّه‌سالاری و خودکامگی دارند.

## کتابشناسی
- رفیع‌پور، فرامرز. آناتومی جامعه یا سنة الله: مقدمه‌ای بر جامعه‌شناسی کاربردی. تهران: انتشارات کاوه، ۱۳۷۷.